# Arzenopirit

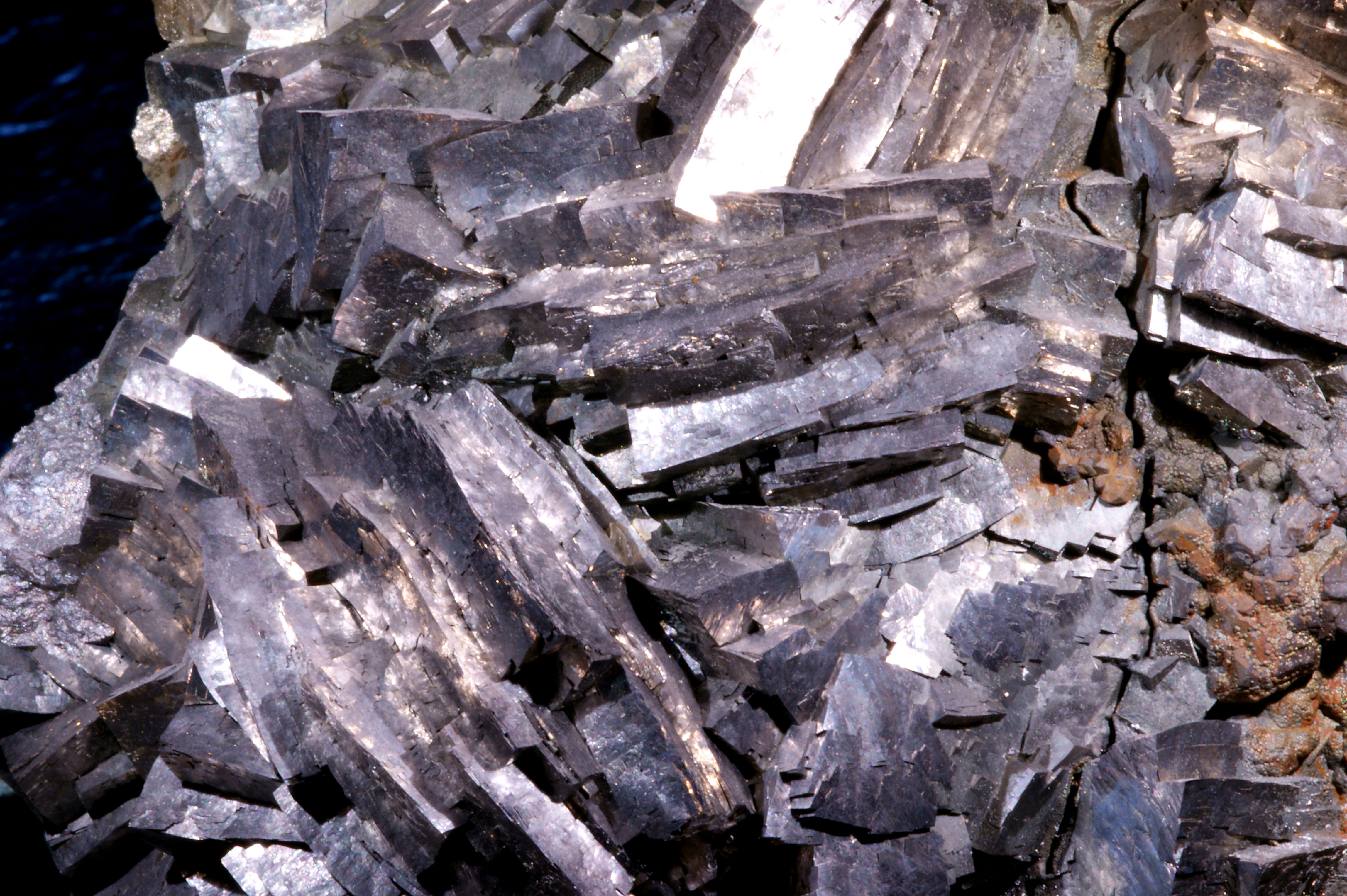
Arzenopirit

Az arzenopirit vastartalmú arzenoszulfid; a szulfidok egyik csoportjának névadó ásványa. Bennőtt vagy fennőtt kristályai egyaránt gyakoriak. Monoklin, ritkábban rombos prizmás vagy ék alakban nyeregszerű kristályokban fordul elő. Tömegesen szemcsés vagy rudas halmazokban is megtalálható. Az ikerkristályok gyakoriak. Fontos arzénérc. A csoport általános képlete:ABS, ahol A= Co, Fe, Os, Ru, Ir, és B= As, Sb.

## Általános ismeretek
Az arzén legfontosabb ércásványa. Leginkább fürtös, veseszerű, héjas szerkezetű halmazokban fordul elő. A különálló kristályok ritkák; véglapjuk romboéderes, színük fehéres-ólomszürke, néha szürkésfekete. Gyakran keveredik antimonnal (allemontit), néha arany, ezüst és vas nyomait is tartalmazza.
- Képlete: FeAsS
- Szimmetriája: a monoklin rendszerben kevés szimmetriaelemet tartalmaz.
- Sűrűsége: 5,9-6,2 g/cm³.
- Keménysége: 5,5 – 6,0 a (Mohs-féle keménységi skála szerint).
- Hasadása: jól hasítható.
- Törése: kagylós, egyenetlen. Rideg ásvány.
- Színe: acélszürkébe hajló ezüstfehér.
- Fénye: fémes.
- Átlátszósága: opak.
- Pora:  szürkésfekete.
- Elméleti vastartalma:  34,3%.
- Elméleti arzéntartalma: 46,0%.
- Elméleti kéntartalma:  19,7%.

## Keletkezése

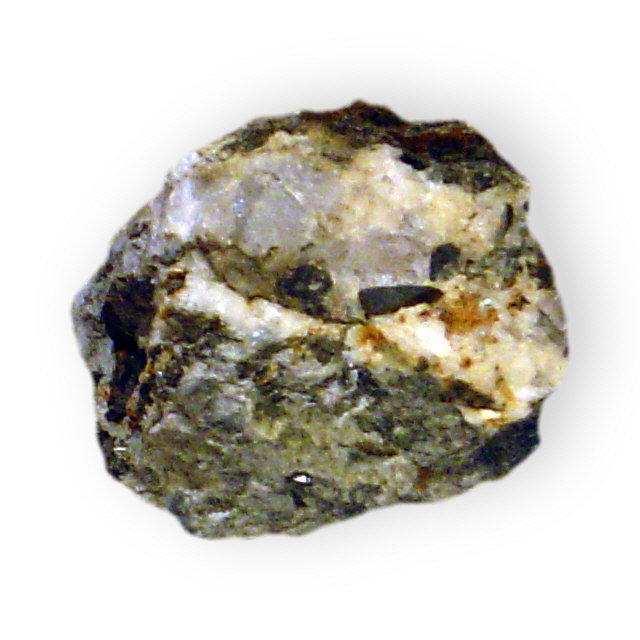
Tömeges arzenopirit

A szulfidos ércek közönséges ásványa, többnyire a többi szulfiddal együtt képződik.
Hasonló ásványok: markazit, pirit és kloantit.

## Az arzenopiritcsoport elemei
- Alloclazit Monoklin rendszerű, képlete: (Co,Fe)AsS.
  - Sűrűsége: 6,17 g/cm³.
  - Keménysége: 5,0 a (Mohs-féle keménységi skála szerint).
  - Színe: sötétszürke.
  - Pora: fekete.
  - Elméleti vastartalma:  8,4%.
  - Elméleti arzéntartalma: 45,4%.
  - Elméleti kéntartalma:  19,4%.
  - Elméleti kobalttartalma: 26,8%.
  - Glaukodot Rombikus rendszerű, képlete:(Co,Fe)AsS.
  - Gudmundit Monoklin rendszerű, képlete: FeSbS
  - Sűrűsége: 6,72 g/cm³.
  - Keménysége: 5,5-6,0 a (Mohs-féle keménységi skála szerint).
  - Színe: ezüstszürke.
  - Pora: grafitszürke.
  - Elméleti vastartalma:  26,6%.
  - Elméleti antimontartalma: 58,1%.
  - Elméleti kéntartalma:  15,3%.
  - Iridarzenit Monoklin rendszerű, képlete: (Ir,Ru)As2.
  - Sűrűsége: 10,9 g/cm³.
  - Keménysége: 5,0-5,5 a (Mohs-féle keménységi skála szerint).
  - Színe: sötétszürke.
  - Pora: fekete.
  - Elméleti irídiumtartalma:  45,1%.
  - Elméleti arzéntartalma: 47,0%.
  - Elméleti ruténiumtartalma:  7,9%.
  - Klinosafflorit Monoklin rendszerű, képlete: (Co,Fe,Ni)As2.
  - Sűrűsége: 7,46 g/cm³.
  - Keménysége: 5,0 a (Mohs-féle keménységi skála szerint).
  - Színe: ezüstszürke.
  - Pora: világosszürke.
  - Elméleti vastartalma:  8,1%.
  - Elméleti arzéntartalma: 72,1%.
  - Elméleti nikkeltartalma:  2,8%.
  - Elméleti kobalttartalma: 17,0%.
  - Osarzit Monoklin rendszerű, képlete: (Os,Ru)AsS.
  - Sűrűsége: 8,4 g/cm³.
  - Keménysége: 6,0 a (Mohs-féle keménységi skála szerint).
  - Színe: sötétszürke.
  - Pora: szürke.
  - Elméleti ozmiumtartalma:  51,9%.
  - Elméleti arzéntartalma: 27,2%.
  - Elméleti ruténiumtartalma:  9,2%.
  - Elméleti kéntartalma: 11,1%.
  - Ruarzit Monoklin rendszerú, képlete: RuAsS.
  - Sűrűsége: 6,35 g/cm³.
  - Keménysége: 6,0-7,0 a (Mohs-féle keménységi skála szerint).
  - Színe: sötét ólomszürke.
  - Pora: grafitfekete.
  - Elméleti arzéntartalma: 36,0%.
  - Elméleti ruténiumtartalma:  48,6%.
  - Elméleti kéntartalma: 15,5%.

## Előfordulásai
Leginkább:
- arzéntartalmú ezüstércekben, illetve
- higannyal és antimonnal közösen fordul elő.
- Németország:
  - Harz-hegységben,
  - Érchegység (Annaberg),
  - Szászország (Freiberg környéke: Joachimsthal).
- Szerbia:
  - Rudnik.
- Csehországban annak északi vidékén (Andreasberg).
- Szlovákia: Dobsinán.
- Olaszországban:
  - Novara és
  - Trento vidékén.
- Svédország: Boliden bányáiban.
- Norvégia:
  - Treiberg és
  - Sulitlejma térségében.
- Anglia: Cornwallban.
- Oroszország:
  - Ural-hegység,
  - Kelet-Szibéria.
- Amerikai Egyesült Államok:
  - Colorado,
  - Connecticut szövetségi államaiban.
- Kanada: Deloro vidékén.
- Ausztrália: Tasmania szigetén.
- Dél-afrikai Köztársaság: Transvaalban.

### Magyarországon
A Velencei-hegységben gránit-előfordulásokkal több helyen. Nagybörzsöny Rózsabánya ércesedésében a szfalerit mellett gyakran megtalálható telléres kifejlődésben, durva kristályokban és hintett tömeges formában is. Gyöngyösoroszi Károly-tellér üregeiben szfalerit társaságában található. Kéked közelében a Hasdát-völgyben találtak arzenopiritet. Kővágószőlős ércesedésében a szulfidos ércekkel együtt fordul elő. Fertőrákos közelében a hidrotermásan magas hőmérsékleten az arzenopirit hintett formában és önálló ikerkristályként is megtalálható.
Kísérő ásványok: szfalerit, galenit, kalkopirit magnetit, kassziterit és volframit.